# Вальцов, Николай Константинович
Николай Константинович Вальцов (Вальцев) (1858—1900) — русский педагог-математик.

## Биография
Родился 30 апреля (12 мая) 1858 года в селе Троицко-Борском Ростовского уезда Ярославской губернии в семье пристава 2-го стана Романово-Борисоглебского уезда. Отец, Константин Павлович Вальцов — представитель древнего Московского дворянского рода Вальцовых — родился в семье губернского секретаря Павла Сергеевича Вальцова 19 февраля 1816 года в Бронницком уезде «в приходе церкви Ильи Пророка что в с. Большом Ивановском». После получения дворянства прапорщиком Сергеем Гавриловичем Вальцовым с сыновьями: Павлом, Алексеем, Сидором, Иваном и Карпом был внесён в гербовник X части 1-го отделения (на 75-й странице) герб рода Вальцовых. Коллежский секретарь Константин Павлович Вальцов обвенчался с дворянкой Серафимой Николаевной Рябининской 13 ноября 1850 года в Крестовоздвиженской церкви села Бардино. Уже в чине титулярного советника, 23 ноября 1860 года К. П. Вальцов подал просьбу о перечислении его с семейством, женой Серафимой Николаевной, сыновьями Павлом, Николаем и дочерью Любовью из Московского дворянства в Ярославское.
По окончании Ярославской гимназии в 1877 году он поступил на физико-математический факультет Императорского Московского университета. Учился успешно и получал педагогическую стипендию Министерства народного просвещения, за что после окончания в 1881 году университетского курса должен был отслужить «по назначению начальника Московского учебного округа за каждый год пользования стипендией 1,5 года в учебном ведомстве».
Преподавал математику в Коломенской шестиклассной прогимназии (в 1884 году была переименована в гимназию). В 1886 году получил орден Св. Станислава 3-й степени, в 1890 году был произведён в чин коллежского советника со старшинством, в 1891 году награждён орденом Св. Анны 3-й степени, а в 1893 году был переведён в 4-ю Московскую мужскую гимназию. В 1894 году произведён в статские советники со старшинством, а в 1896 году награждён орденом Св. Станислава 2-й степени и серебряной медалью «В память царствования Императора Александра III».
Совместно с Н. А. Шапошниковым издал сборники арифметических и алгебраических задач, которые многократно переиздавались до 1917 года.

Я осмелел и бойко объяснил девочкам, что мы теперь будем учиться вместе и будем как подруги и товарищи, как братья и сестры, как Минин и Пожарский, как «Кавказ и Меркурий», как Шапошников и Вальцев, как Глезер и Петцольд, как Римский и Корсаков…— Лев Кассиль.Кондуит и Швамбрания
С 1933 года «Сборник алгебраических задач» использовался в советской школе в качестве стабильного до начала 1950-х годов и выдержал, по меньшей мере, 52 издания. «Сборник алгебраических задач» был отмечен 16-й большой премией имени императора Петра Великого. Переведённый на польский и немецкий языки, он также неоднократно переиздавался: Wyd. 3-e. — Kijów : Państwowe wyd. mniejszosci narodowych USSR, 1937; Kaunas: Valstybine pedagoginés literatūros leidykla, 1951; 3-ten verbesserten Aufl. — Engels : Deutscher Staatsverl, 1937; Kiew : Staatsverl. d. nat. Mind-ten d. USSR, 1937.
Умер 22 мая (4 июня) 1900 года.
Со студенческих лет был женат на дочери поручика Екатерине Александровне Храповицкой. У них родились четверо детей (два сына и две дочери). Их сын Владимир стал врачом и породнился с семьёй Шапошникова, женившись на его дочери Вере (1881—1939), ставшей впоследствии преподавателем математики Центральной музыкальной школы (ЦМШ) при Московской консерватории.

## Комментарии
1. ↑  Село Троицкое (Троицкое в Бору)[1] располагалось примерно в 1 км к юго-западу от Борисоглебских Слобод; с 1990-х годов — квартал Троица-Бор в черте Борисоглебского[2].